# نبيل الحلفاوي
نبيل الحلفاوي (1366- 1446 هـ / 1947- 2024 م)، ممثِّل مصري. مثَّل في العديد من الأفلام والمسلسلات، ومن أشهر أعماله: رأفت الهجَّان، الطريق إلى إيلات، زيزينيا، الزيني بركات، ونوس.

## سيرته
وُلد نبيل الحلفاوي في حيِّ السيدة زينب بالقاهرة، يوم الثلاثاء أول جُمادى الآخرة 1366هـ الموافق 22 أبريل (نَيْسان) 1947م. وبعد تخرُّجه في كلية التجارة التحقَ بالمعهد العالي للفنون المسرحية لحبِّه الشديد للتمثيل، وتخرَّج فيه عام 1970.
بدأ مشواره الفني في المسرح بتقديم العديد من المسرحيات، ثم اتجه إلى التلفزة، وكان أول أعماله فيها مسلسل "محمد رسول الله" الجزء الأول عام 1980.

## أعماله

### أفلام
| - سري للغاية:2018- المشير محمد حسين طنطاوي - السفاح:2009- الدكتور حسن - الهروب إلى القمة:1996- همام - عنتر زمانه:1994 - الطريق إلى إيلات:1993- العقيد محمود قائد التدريب | - سوبر ماركت:1990- خالد - طليق أميرة - سيدة القاهرة:1990 - شبكة الموت:1990- رئيس المباحث ربيع - العميل رقم 13:1989- علي حسين - اغتيال مدرسة:1988 | - ثمن الغربة:1987- المحقق شكري - العصابة:1987 - الأوباش:1986- المقدم كمال - آباء وأبناء:1985- طلعت - فقراء لا يدخلون الجنة:1984- رؤوف | - المحاكمة:1982- ممثل النيابه - وقيدت ضد مجهول:1981 - وفاة أميرة:1980 - السرداب- دكتور عصام |

### مسلسلات
| - محمد علي:2018 - لأعلى سعر:2017-عم مخلوف - ونوس:2016-ياقوت إبراهيم جاد - دهشة:2014-علام حمد الباشا - وادي الملوك:2011 - الملك فاروق:2007-علي ماهر باشا - المصراوية: (ج1، 2)2007، 2009 - أحلام لا تنام:2006 - ينابيع العشق:2005 - زهور شتويه:2005 - أوراق مصرية: (ج3)2004-جمال عبد الناصر | - بيت من قطعتين:2003 - كناريا وشركاه:2003-بدر الكاشف - حواري وقصور:2001-سعد زغلول - الحلم والألم:2000 - بيت الزعفراني:2000 - أوراق من المجهول:1998-ح3/ حمدون - دمي ودموعي وإبتسامتي:1997 - زيزينيا: (ج1، 2)1997، 1998-رفاعي - طقوس الإشارات والتحولات:1996 مسرحية - حكاية بلا بداية ولا نهاية:1996 - قصة مدينة:1995 | - الزيني بركات:1995-زكريا بن راضي - دموع صاحبة الجلالة:1993-جمال عبد الناصر - سور مجرى العيون:1993-فتيحة خربوش - رأفت الهجان: (ج2، 3)1990، 1991 -نديم هاشم (قلب الأسد - بنات زينب:1989-ابراهيم الطيب - الكهف والوهم والحب:1989 - أشواقي بلا حدود 1988 (دكتور نديم ) - لا إله إلا الله: (ج3)1987-قائد الجيش حورمحب - الحب وأشياء أخرى:1986 - الأفيال:1986- - غوايش:1986-المعلا هريدى (المعلا جانون - ابن تيمية:1985 | - بين السرايات:1983 - الأزهر الشريف منارة الإسلام:1982 - وراء الحقيقة:1980 - محمد رسول الله: (ج1)1980- حورمحب - الجريمة:1977-الضابط ممدوح - العصابة:1970 - لم يكن أبدا لها: أحمد عبد اللطيف - في بيتنا رجل: دباغ مساعد همام - القضية 512 - بيت العيلة: هاشم - قرية الرعب: فكري |

### أخرى
| - فيلم وثائقي/تسجيلي: التغريدة المصرية:2013 - ضيف الفيلم - تمثيلية: تحت الملاحظة:1993 - مسرحية: عفريت لكل مواطن:1988 - مسرحية: رجل في القلعة:1987 - صالح / عمر مكرم | - تمثيلية: الجلياط:1987 - مسرحية: أنطونيو وكليوبترا:1976 - سهرة تليفزيونية: كل في طريق | - مسرحية: بيت في الهوا - مسلسل اذاعي: انا لم اقتلها: الدكتور - مسرحية: الزير سالم |

## حياته الأسرية
تزوج نبيل الحلفاوي مرتين، حيث كان زواجه الأول من الفنانة فردوس عبد الحميد وأنجب منها ابنه الأكبر المخرج خالد الحلفاوي، وبعد انفصالهما تزوج مرة ثانية من سيدة من خارج الوسط الفني، وتدعى نادية كمال وأنجب منها ابنه الثاني وليد.

## وفاته
توفي نبيل الحلفاوي يوم الأحد 14 جُمادى الآخرة 1446هـ الموافق 15 ديسمبر 2024م، عن عمر ناهز السابعة والسبعين، بعد تعرُّضه لوعكة صحية شديدة بسبب مشاكل في الصدر نُقل على إثرها إلى المستشفى.

## روابط خارجية
- نبيل الحلفاوي على موقع IMDb (الإنجليزية)
- نبيل الحلفاوي على موقع الدهليز
- نبيل الحلفاوي على موقع قاعدة بيانات الأفلام العربية
- نبيل الحلفاوي على موقع قاعدة بيانات الفيلم (الإنجليزية)